# 강은경 (작사가)
강은경(1968년 8월 25일 ~ )은 대한민국의 대중음악 작사가이다.

## 생애
1968년 태어나 중학교 때부터 곡을 쓰고 가사를 만들었다. 우연한 기회에 가요계에 습작 작품을 보여주었다가 전업 작사가의 길로 접어들었다. 1994년에 심은하 신드롬을 일으킨 MBC 인기드라마 '마지막 승부'의 주제곡인 김민교의 '마지막 승부'와 DJ DOC '수퍼맨의 비애'가 히트하여 이름을 알리기 시작했다.
룰라의 '백일째 만남'으로 '밝은 노랫말상'을 수상하여 한 해 동안 세 곡의 대형 히트곡을 내면서 유명 작사가가 되었다. 대중음악대학 작사과에서 강의를 하기도 하였다.
주로 쓰는 곡은 팝발라드곡이나, 강은경 작사가 본인은 팝발라드와 R&B, Jazz를 비롯해 Rock, Dance곡, 트로트까지 다양한 장르를 섭렵하고 있다. 강은경과 함께 작업한 아티스트로는 윤일상, 김도훈(RBW), 박근태, 박해운, 조영수, 양정승, DJ D.O.C, 먼데이키즈, 룰라, 코요테, 김경호, 조성모, 이수영, SG워너비, 비비, 벅, 심상원, 김돈규, 유승범, 홍재선 등 대한민국의 뛰어난 뮤지션들이다.
그 중 박근태와 협업이 가장 많다.

## 학력
- 이화여자대학교 정치외교학과 졸업

## 작사한 곡
- 금지된 사랑 - 김경호
- 이수 - 김경호
- 나를 슬프게 하는 사람들 - 김경호
- 가난한 사람 - 고유진
- 너 하나만 - 고유진
- 나만의 슬픔 - 김돈규
- 마지막 승부 - 김민교
- 풍요 속 빈곤 - 김부용
- 헤븐 - 김현성
- 잘 된 일이야 - 나비
- 사고쳤어요 - 다비치
- 이별의 반대 말 - 다비치
- 8282 - 다비치
- HOT STUFF - 다비치
- 다시사랑한다면 - 도원경
- 이 비가 그치면 - 도원경
- 기분 좋은 말 - 럼블피쉬
- 100일째 만남 - 룰라
- 미치겠다 - 먼데이 키즈
- 사랑하니까 - 문차일드
- 아프니까 사랑이죠 - 민경훈
- 눈물빛 글씨 - 박정현 6집 2017
- 믿어요 - 박정현 6집 2017
- 우두커니 - 박정현 6집 2017
- 지금 나처럼 - 박형준
- 널 사랑한다 - 박효신
- 사랑한 후에 - 박효신
- 맨발의 청춘 - 벅
- 가질 수 없는 너 - 뱅크
- 이별에게 - 보보
- 사랑하면 안되나요 - 서인영
- 당돌한 여자 - 서주경
- 느리게 잊기 - 손담비
- 신드롬 - 쇼콜라
- 유죄 - 씨야
- 사랑이 간다 - 씨야
- 세상엔 없는 사랑 - 아담
- 눈물아 안녕 - 아이비
- 이럴거면 - 아이비
- MY LADY - 안재모
- 천만에요 - 애즈원
- 보여줄게 - 에일리
- 사랑... 그게 뭔데 - 양파
- 내 마음을 뺏어 봐 - 여명
- 여자는 사랑을 먹고 - 왁스
- WOW - 유승준
- 굿바이 - 이수영
- 라라라 - 이수영
- 빚 - 이수영
- 그랬나요 - 이승기
- 왜 가니 - 이승기
- 그런 사람 또 없습니다 - 이승철
- 듣고 있나요 - 이승철
- 하모니 - 제아 & 이영현
- 어리석은 이별 - 정재욱
- TO. THE MOON - 조성모
- 늘 지금처럼 - 조성모
- 다음 사람에게는 - 조성모
- 슬픈 영혼식 - 조성모
- 아시나요 - 조성모
- 1004 - 조성모
- The Way - 조성모
- 나 가거든 - 조수미
- 나는 나 너는 너 - 쥬얼리
- 울고 싶은 오후 - 지서련
- 사랑은 쉬운게 아닌걸 - 최영
- 슬픈 전쟁 - 최진경
- 파란 - 코요태
- 그리움을 사랑한 가시나무 - 테이
- 내사랑 - 홍진영
- 산다는 건 - 홍진영
- 사랑의 배터리 - 홍진영
- 사랑의 와이파이 - 홍진영
- 사랑은 다 이러니 - 홍진영
- 바보 가슴 - 환희&숙희
- 다쳐도 좋아 - 휘성
- 살아서도 죽어서도 - 휘성
- 비련 - BB
- 겨울 이야기 - DJ DOC
- Good Bye (lately) - DJ DOC
- 넌 남이아냐 - EOS
- 구속 - FLY TO THE SKY
- 잃어버린 너 - K2
- 태양은 가득히 - MC The Max
- Timeless - SG Wanna Be
- 사랑합니다 - Tim
- 지금 이대로 - US
- 큰일이다 - V.O.S
- 응답하라 내사랑 (삐리삐리) - 유하은
- 녹슨 가슴 - 먼데이 키즈
- 가을 안부 - 먼데이 키즈
- 너라는 세상 - 먼데이 키즈
- 미안해, 고마워, 사랑해 - 먼데이 키즈
- 흉터 - 먼데이 키즈
- 새 살 - 먼데이 키즈
- 좋은 당신 - 장윤정
- 내꺼 해줘요 - 조정민
- 사는 게 그런 거지 - 장민호